# Deus no siquismo
A concepção de Deus no siquismo é invariavelmente monoteísta, assim como simbolizado por "Ik Onkar" (um Deus), um dogma central da filosofia siquista. O princípio fundamental do siquismo é que Deus existe, indescritível e ainda assim compreensível e perceptível a qualquer um que esteja preparado a dedicar o tempo e a energia para se tornar capaz de perceber sua personalidade.
Os gurus siquistas têm descrito Deus de diversas maneiras em seus hinos incluídos no Guru Granth Sahib, a escritura sagrada do siquismo, mas a singularidade da divindade é consistente e enfatizada constantemente. Deus é descrito no "Mool Mantar", a primeira passagem no Guru Granth Sahib, e a fórmula básica da fé é:
 ੴ  ਸਤਿ  ਨਾਮੁ  ਕਰਤਾ  ਪੁਰਖੁ  ਨਿਰਭਉ  ਨਿਰਵੈਰੁ  ਅਕਾਲ  ਮੂਰਤਿ  ਅਜੂਨੀ  ਸੈਭੰ  ਗੁਰ  ਪ੍ਰਸਾਦਿ  ॥

Ik onkar satinam karta purakhu nirbhau nirvair akal murat ajuni saibhan gurprasad
Um Deus Criador Universal, O Nome é Verdade, Criador Sendo Personificado, Nenhum Medo, Nenhum Ódio,

Imagem do Ser Eterno, Além do Nascimento, Existente por si mesmo, Pela Glória do Guru.— (GG. Pág. 1)
O Guru Arjan, Nanak V, diz: "Deus está além da cor e da forma. Todavia, sua presença é claramente visível" (GG, 74), e "O deus de Nanak transcende o mundo assim como as escrituras do leste e do oeste e ainda assim ele/ela claramente manifesta-se" (GG, 397).
O conhecimento da realidade definitiva não é um assunto para a razão; ele vem pela revelação da realidade definitiva através do nadar (graça) e pelo anubhava (experiência mística). O Guru Nanak diz ainda: "budhi pathi na paiai bahu chaturaiai bhai milai mani bhane que se traduz para: "Ele/ela se faz conhecer quando ele/ela assim deseja, através da devoção" (GG, 436).